# Cerrano
Il Cerrano o torrente Cerrano è un torrente della provincia di Teramo in Abruzzo.
Nasce sui colli di Atri, nel "fosso della Strega", dalle antichissime fontane Strega, Pila e Canale, di tipo qanat e, dopo un corso di circa dieci chilometri, sfocia in mare nel comune di Silvi a circa un chilometro a sud della Torre del Cerrano, alla quale ha dato il nome.
Il Cerrano porta sempre acqua, anche nei periodi di siccità, in estate supera addirittura i fiumi Piomba e Tavo, vittime di prelievi d'acqua a scopi agricoli e zootecnici.
Il Cerrano (che in epoca romana era chiamato Matrinus) probabilmente deriva il suo nome da quello della dea Cerere (Demeter, Dea Mater).
In epoca romana e nel medioevo l'area della foce del Cerrano era il sito dell'antico porto di Atri, nello specchio di mare vicino alla torre ed al torrente giacciono sommersi i resti di un molo a forma di "L", opere murarie e vari manufatti.